# Easy Virtue (filme)
Easy Virtue é um filme romântico mudo britânico de 1928 dirigido por Alfred Hitchcock, estrelando Isabel Jeans, Franklin Dyall e Ian Hunter.

## Enredo
Larita Filton se envolve em um processo de divórcio escandaloso e no suicídio de um jovem artista. Ela foge para a França para reconstruir sua vida, onde conhece John Whittaker. Eles se casam, mas a a família elitista de John descobre o passado de Larita.

## Elenco
- Isabel Jeans como Larita Filton
- Robin Irvine como John Whittaker
- Franklin Dyall como Aubrey Filton
- Eric Bransby Williams como Claude Robson
- Ian Hunter como Mr. Greene, o requerente
- Violet Farebrother como Sra. Whittaker
- Frank Elliott como Coronel Whittaker
- Dacia Deane como Marion Whittaker
- Dorothy Boyd como Hilda Whittaker
- Enid Stamp Taylor como Sarah
- Benita Hume como telefonista